# Funky Monkey Babys
Funky Monkey Babys (ファンキー・モンキー・ベイビーズ?) es un trío japonés de hip hop formado el 2004 bajo su discográfica Dreamusic, Inc. La banda es también conocida como Fan-mon (ファンモン) en corto.
El 10 de febrero de 2010, la banda lanzó su primer álbum de grandes éxitos Funky Monkey Babys Best. El álbum debutó número uno en Japón en el Oricon weekly charts con una venta de primera semana de alrededor de 255.000 copias.

## Miembros
- Funky Katō (ファンキー加藤?) – MC
- Mon-kichi (モン吉?) – MC
- DJ Chemical (DJケミカル?) – DJ

## Discografía
- Funky Monkey Babys (2006)
- Funky Monkey Babys 2 (2007)
- Funky Monkey Babys 3 (2009)
- Funky Monkey Babys Best (2010)